# HD192662
HD192662 — хімічно пекулярна зоря спектрального класу A0, що має видиму зоряну величину в смузі V приблизно  8,7.
Вона  розташована на відстані близько 2695,5 світлових років від Сонця.

## Пекулярний хімічний склад
Зоряна атмосфера HD192662 має підвищений вміст 
Cr
.